# Zaton (Nin)
Zaton falu Horvátországban Zára megyében. Közigazgatásilag Ninhez tartozik.

## Fekvése
Zára központjától 12 km-re északnyugatra, Nin központjától 3 km-re délnyugatra a Zárai-csatornában fekvő azonos nevű öböl partján fekszik. Kedvelt üdülőtelepülés, amely jellegzetes dalmát építészetéről, enyhe mediterrán éghajlatáról, érintetlen természeti értékeiről, kulturális és történelmi örökségéről nevezetes.

## Története
A régészeti leletek tanúsága szerint Zaton területe már négyezer évvel ezelőtt a bronzkor elején is lakott volt. Ezt bizonyítja az a 136 sírhalom, amelyeket a falu határában tártak fel. Enona (a mai Nin) ókori kikötője (az egyik legnagyobb és leggazdagabb kikötői leletekkel rendelkező régészeti lelőhely az országban ebből a korszakból) is Zaton területén feküdt. A Kremenjač-foknál az itteni "Holiday Village" területén apály idején ma is jól kivehetők az ókori kikötői gát és az ókori épületek falainak maradványai. A kikötőben két, az i. e. 2. században elsüllyedt liburn hajót is találtak. A régészeti feltárások az 1960-as évek közepétől folynak itt nagyon gazdag leletanyaggal. A leletek az egyik feltárt hajóval együtt ma a nini régiségek múzeumában láthatók. Szintén ott látható a hajó egy rekonstruált példánya is. E lelet megtalálási helyétől nem messze, a zatoni autóskempingtől nyugatra találhatók a 6. századi háromhajós kora keresztény Szent András templom romjai. Az ókori kikötőből csatornát ástak a szigeten fekvő liburn településhez. Zaton település a 17. század végétől a török veszély elmúlása után velencei uralom alatt fejlődött ki fokozatosan. A 18. század végén Napóleon megszüntette a Velencei Köztársaságot. 1797 és 1805 között Habsburg uralom alá került, majd az egész Dalmáciával együtt a Francia Császárság része lett. 1815-ben a bécsi kongresszus újra Ausztriának adta, amely a Dalmát Királyság részeként Zárából igazgatta 1918-ig. A településnek 1857-ben 226, 1910-ben 479 lakosa volt. Ezt követően előbb a Szerb-Horvát-Szlovén Királyság, majd Jugoszlávia része lett. 2011-ben 580 lakosa volt, akik hagyományosan mezőgazdaságból, állattartásból halászatból éltek. Ma már fő bevételi forrásuk a turizmusból származik.

## Lakosság

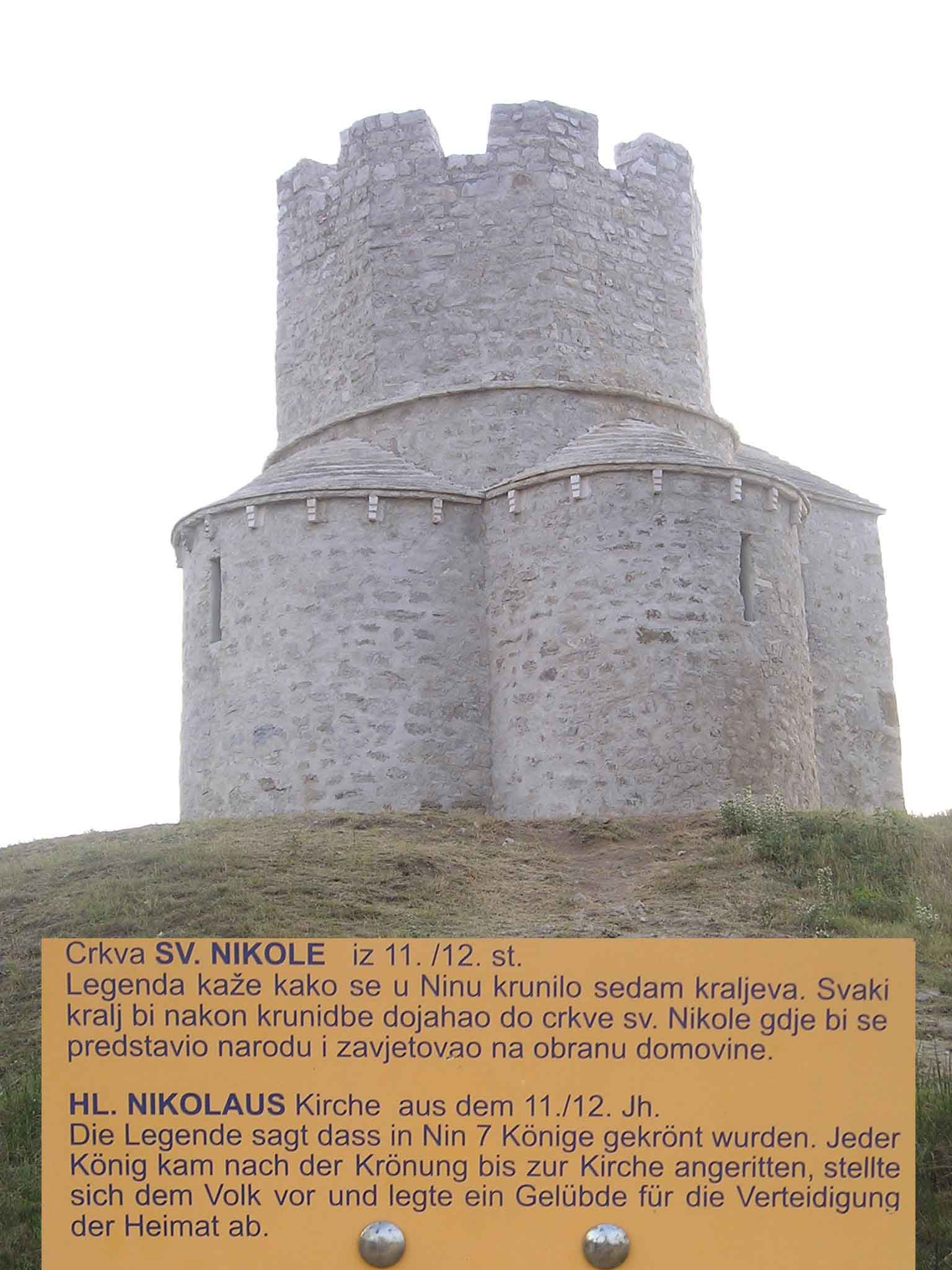
A Szent Miklós templom

| Lakosság változása | Lakosság változása | Lakosság változása | Lakosság változása | Lakosság változása | Lakosság változása | Lakosság változása | Lakosság változása | Lakosság változása | Lakosság változása | Lakosság változása | Lakosság változása | Lakosság változása | Lakosság változása | Lakosság változása | Lakosság változása |
| ------------------ | ------------------ | ------------------ | ------------------ | ------------------ | ------------------ | ------------------ | ------------------ | ------------------ | ------------------ | ------------------ | ------------------ | ------------------ | ------------------ | ------------------ | ------------------ |
| 1857               | 1869               | 1880               | 1890               | 1900               | 1910               | 1921               | 1931               | 1948               | 1953               | 1961               | 1971               | 1981               | 1991               | 2001               | 2011               |
| 226                | 0                  | 327                | 364                | 407                | 479                | 890                | 712                | 915                | 968                | 937                | 1.003              | 668                | 1.035              | 536                | 580                |

## Nevezetességei

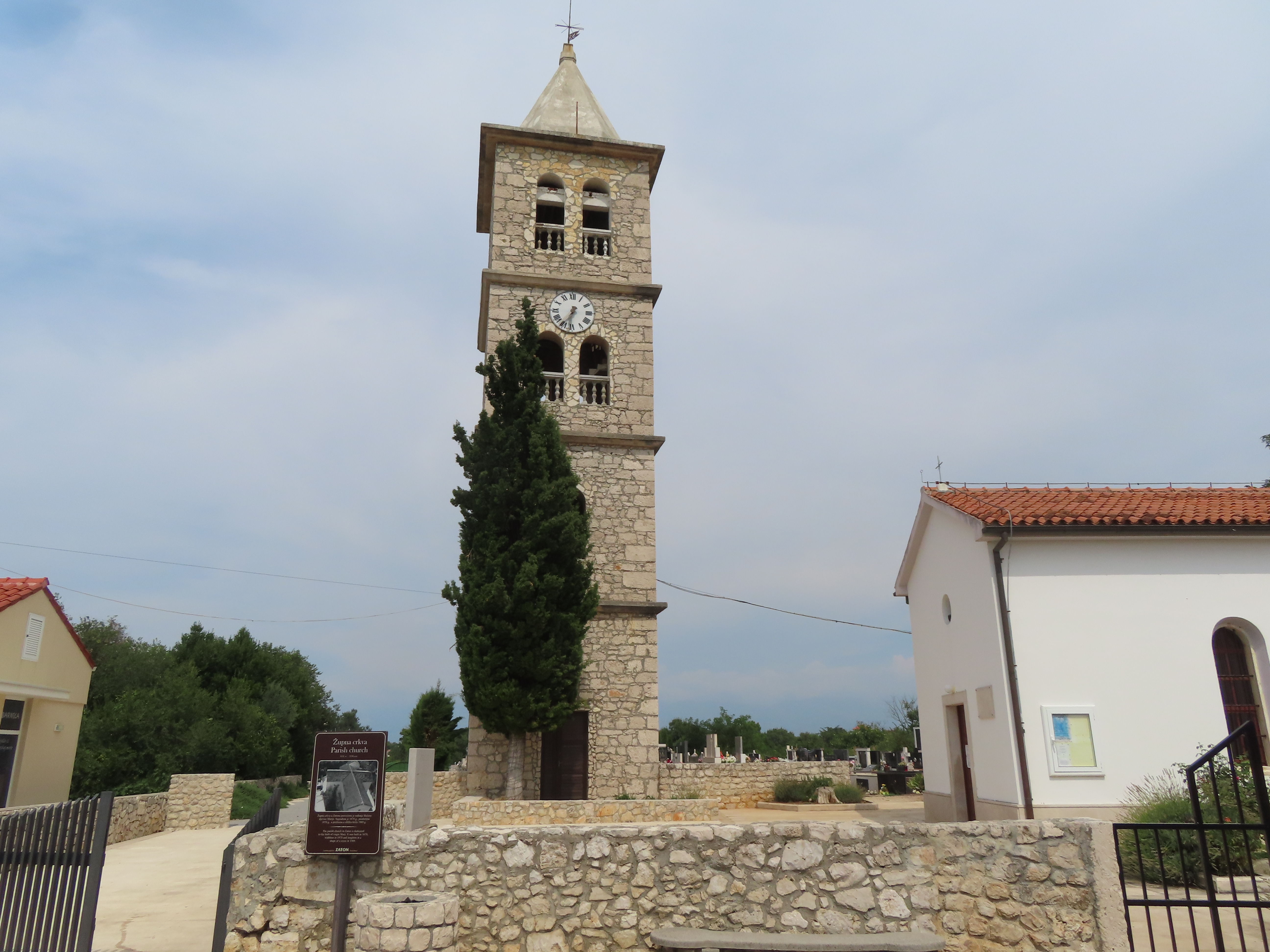
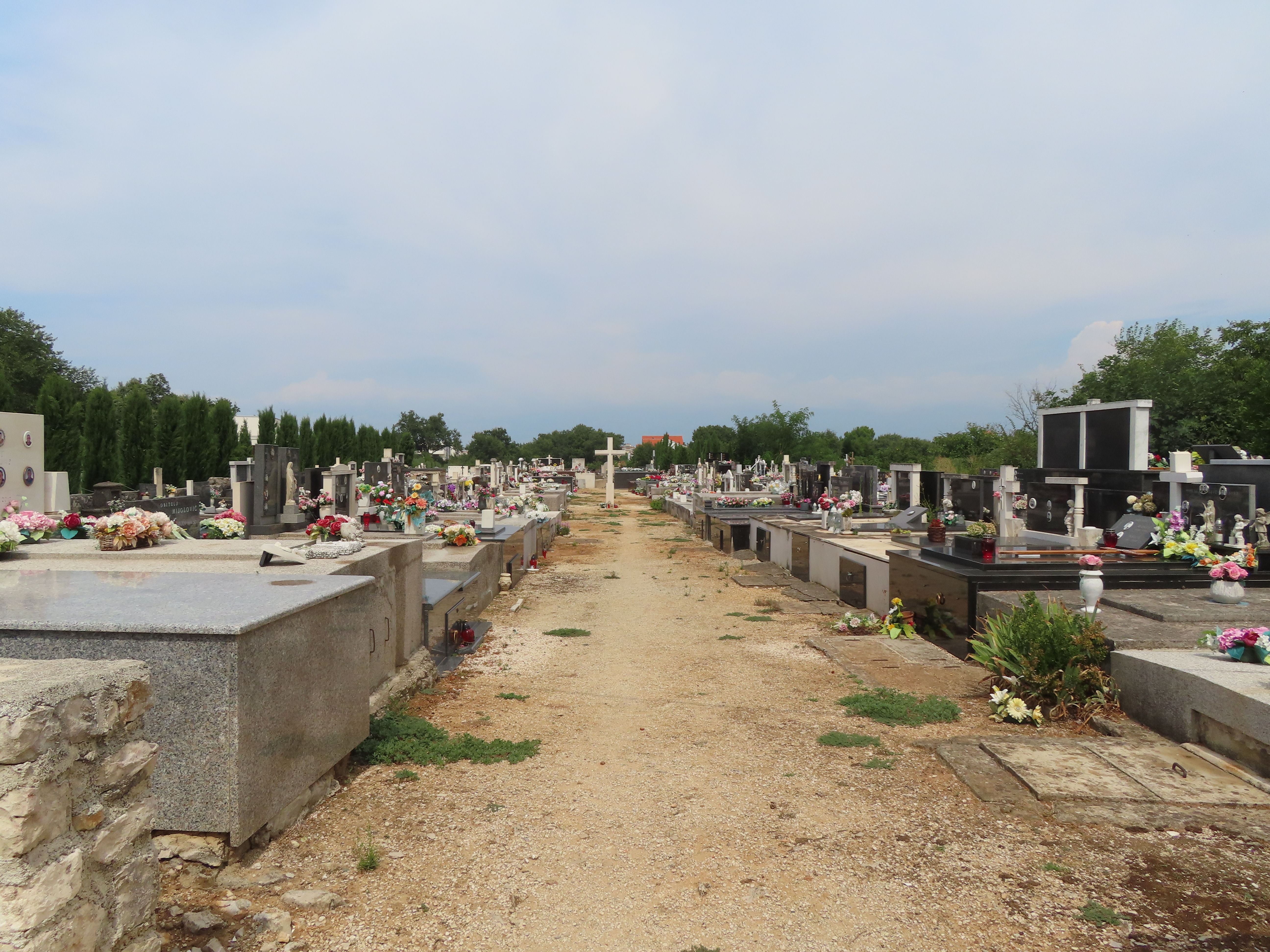
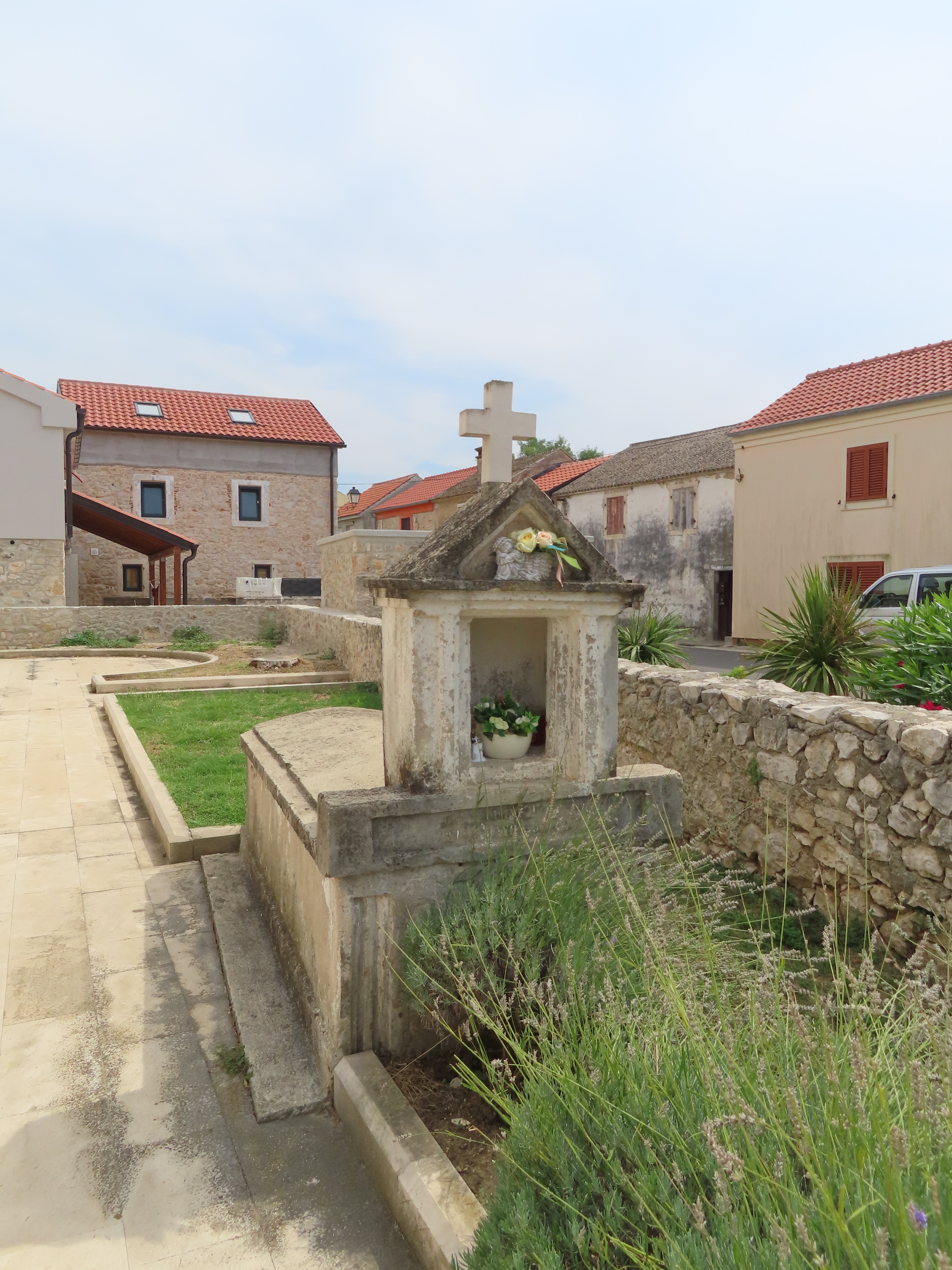

- A Szent Miklós templom[6] Nin legismertebb szimbóluma a zatoni autóskempingtől 400 méterre keletre a Prahulja mezőn áll. Nagyon fontos hely a horvát királyok és a horvát történelem számára. A hagyomány szerint Ninben hét királyt koronáztak, akik a koronázás után kíséretükkel a Szent Miklós templomhoz lovagoltak és a templom dombjára fellovagolva kardjukkal a négy égtáj felé vágtak. A templom egy a környező mező fölé emelkedő halmon épült, ahonnan nagyszerű látványt nyújt a naplemente. Feltáratlan sírok is vannak itt. A templom 5,90 méter hosszú és 5,70 méter széles, belső magassága 6 méter, falai fél méter vastagok. A török veszély idején a templomot felül egy nyolc fokú bástyával erősítették meg, amely őrtoronyként szolgált. A templom a 11. század végén és a 12. század elején épült, a kora román építészeti stílus formájában egyedülálló képviselője.[7]
- A mai Zaton területén található az ókori Aenona kikötőjének maradványa,[2] amely régészeti leleteinek gazdagságát tekintve az Adria keleti részének legnagyobb és legjelentősebb kikötőihez tartozik. A Kremenjac-foknál apály idején ma is jól látszanak az egykori kikötői gát és az ókori kikötői épületek maradványai.[8] Az egykori kikötő területén a víz alatti régészeti kutatások során számos ókori lelet, a vitorlák kifeszítéséhez használt csigák, ékek, bőr vitorladarabok, cseréptöredékek, üvegtárgyak, tálak, tányérok, poharak, korsók, pénzek és ékszerek kerültek elő.
- A zatoni autóskempingtől nyugatra találhatók a 6. századi háromhajós kora keresztény Szent András templom romjai. A templom valószínűleg a római kikötő épületeihez tartozott. A kora keresztény építészet egyik értékes emléke, melyet a 6. században építettek és többszöri újjáépítés után egészen a 16. századig betöltötte szakrális funkcióját, amikor Nin többi épületével együtt lerombolták.
- A falutól nyugatra álló Kaštelina-tornyot[9] a rajta található latin nyelvű tábla és címer tanúsága szerint 1593-ban Hanibal Cirysagus. Egyike annak a három toronynak, amelyeket a velenceiek Nin városának a török elleni védelmére építettek. Ma is több emelet magasságban áll.
- A Kisboldogasszony tiszteletére szentelt plébániatemploma 1670-ben épült, 1870-ben meghosszabbították, majd 1969-ben kereszt alaprajzúra bővítették.
- Ókori liburn sírmalmok.